# تونوباه
تونوباه (بالإنجليزية: Tonopah)‏ هي بلدة غير مدخلة  وهي مقر مقاطعة ناي في ولاية نيفادا الأمريكية. وهي تقع عند تقاطع طرق الولايات المتحدة 6 و 95، تقريبا في منتصف الطريق بين لاس فيغاس ورينو. وفي تعداد عام 2010، بلغ عدد السكان 2,478 نسمة. ويبلغ إجمالي مساحة تونوباه التي حددها التعداد 16.2 ميلا مربعا (42 كيلومترا مربعا)، وجميعها يابسة.

## التركيبة السكانية
حدّد مكتب تعداد الولايات المتحدة بيانات التركيبة السكانية لتونوباه في تعداد الولايات المتحدة. في ما يلي، التركيبة السكانية حسب تعدادي 2000 و2010.

### تعداد عام 2000
بلغ عدد سكان تونوباه 2,627 نسمة بحسب تعداد عام 2000، وبلغ عدد الأسر 1,109 أسرة وعدد العائلات 672 عائلة مقيمة في المنطقة السكنية. في حين سجلت الكثافة السكانية 62.5 نسمة لكل كيلومتر مربع (161.9/ميل2). وبلغ عدد الوحدات السكنية 1,561 وحدة بمتوسط كثافة قدره 37.2 لكل كيلومتر مربع (96.3/ميل2).
وتوزع التركيب العرقي للمنطقة السكنية بنسبة 91.24% من البيض و0.76% من الأمريكيين الأفارقة و1.41% من الأمريكيين الأصليين و0.42% من الأمريكيين ذوي الأصول الآسيوية و0.30% من سكان جزر المحيط الهادئ و2.82% من الأعراق الأخرى و3.05% من عرقين مختلطين أو أكثر و6.17% من الهسبانيون أو اللاتينيون من أي عرق.
بلغ عدد الأسر 1,109 أسرة كانت نسبة 33.8% منها لديها أطفال تحت سن الثامنة عشر تعيش معهم، وبلغت نسبة الأزواج القاطنين مع بعضهم البعض 48.9% من أصل المجموع الكلي للأسر، ونسبة 7.5% من الأسر كان لديها معيلات من الإناث دون وجود شريك، بينما كانت نسبة 4.2% من الأسر لديها معيلون من الذكور دون وجود شريكة وكانت نسبة 39.4% من غير العائلات. تألفت نسبة 34.2% من أصل جميع الأسر من عدة أفراد يعيشون في نفس المنزل ونسبة 10.1% كانت تتألف من شخص يعيش بمفرده يبلغ من العمر 65 عاماً أو أكثر. وبلغ متوسط حجم الأسرة المعيشية 2.33، أما متوسط حجم العائلات فبلغ 3.03.
بلغ العمر الوسطي للسكان 38.7 عاماً. وكانت نسبة 27.1% من القاطنين تحت سن الثامنة عشر، وكانت نسبة 5.9% بين الثامنة عشر والرابعة والعشرين عاماً، ونسبة 28.9% كانت واقعةً في الفئة العمرية ما بين الخامسة والعشرين والرابعة والأربعين عاماً، ونسبة 26.9% كانت ما بين الخامسة والأربعين والرابعة والستين، ونسبة 9.4% كانت ضمن فئة الخامسة والستين عاماً فما فوق. يوجد لكل 100 أنثى 108.0 ذكر، ويوجد لكل 100 أنثى في الثامنة عشر من عمرها فما فوق 105.4 ذكر.
بلغ متوسط دخل الأسرة في المنطقة السكنية 37,401 دولارًا، أما متوسط دخل العائلة فبلغ 47,917 دولارًا. وكان متوسط دخل الذكور 40,018 دولارًا مقابل 22,056 دولارًا للإناث. وسجل دخل الفرد الخاص بالمنطقة السكنية 18,256 دولارًا. وكانت نسبة 5.7% من العائلات ونسبة 11.2% من السكان تحت خط الفقر، وكان من هؤلاء نسبة 7.3% تحت سن الثامنة عشر ونسبة 19.1% في الخامسة والستين من العمر وما فوق.

### تعداد عام 2010
بلغ عدد سكان تونوباه 2,478 نسمة بحسب تعداد عام 2010، وبلغ عدد الأسر 1,053 أسرة وعدد العائلات 593 عائلة مقيمة في المنطقة السكنية. في حين سجلت الكثافة السكانية 59 نسمة لكل كيلومتر مربع (152.8/ميل2). وبلغ عدد الوحدات السكنية 1,576 وحدة بمتوسط كثافة قدره 37.5 لكل كيلومتر مربع (97.1/ميل2).
وتوزع التركيب العرقي للمنطقة السكنية بنسبة 89.75% من البيض و2.91% من الأمريكيين الأفارقة و0.85% من الأمريكيين الأصليين و0.52% من الأمريكيين ذوي الأصول الآسيوية و0.28% من سكان جزر المحيط الهادئ و2.74% من الأعراق الأخرى و2.95% من عرقين مختلطين أو أكثر و8.72% من الهسبانيون أو اللاتينيون من أي عرق.
بلغ عدد الأسر 1,053 أسرة كانت نسبة 29.8% منها لديها أطفال تحت سن الثامنة عشر تعيش معهم، وبلغت نسبة الأزواج القاطنين مع بعضهم البعض 41.5% من أصل المجموع الكلي للأسر، ونسبة 10.2% من الأسر كان لديها معيلات من الإناث دون وجود شريك، بينما كانت نسبة 4.7% من الأسر لديها معيلون من الذكور دون وجود شريكة وكانت نسبة 43.7% من غير العائلات. تألفت نسبة 37% من أصل جميع الأسر من عدة أفراد يعيشون في نفس المنزل ونسبة 12.7% كانت تتألف من شخص يعيش بمفرده يبلغ من العمر 65 عاماً أو أكثر. وبلغ متوسط حجم الأسرة المعيشية 2.23، أما متوسط حجم العائلات فبلغ 2.94.
بلغ العمر الوسطي للسكان 39.3 عاماً. وكانت نسبة 24.4% من القاطنين تحت سن الثامنة عشر، وكانت نسبة 8.4% بين الثامنة عشر والرابعة والعشرين عاماً، ونسبة 24.5% كانت واقعةً في الفئة العمرية ما بين الخامسة والعشرين والرابعة والأربعين عاماً، ونسبة 31.8% كانت ما بين الخامسة والأربعين والرابعة والستين، ونسبة 10.9% كانت ضمن فئة الخامسة والستين عاماً فما فوق. وتوزع التركيب الجنسي للسكان بنسبة 53.1% ذكور و46.9% إناث.

## المناخ
يظهر الجدول التالي التغييرات المناخية على مدار السنة لتونوباه:
| البيانات المناخية لـتونوباه                | البيانات المناخية لـتونوباه | البيانات المناخية لـتونوباه | البيانات المناخية لـتونوباه | البيانات المناخية لـتونوباه | البيانات المناخية لـتونوباه | البيانات المناخية لـتونوباه | البيانات المناخية لـتونوباه | البيانات المناخية لـتونوباه | البيانات المناخية لـتونوباه | البيانات المناخية لـتونوباه | البيانات المناخية لـتونوباه | البيانات المناخية لـتونوباه | البيانات المناخية لـتونوباه |
| الشهر                                      | يناير                       | فبراير                      | مارس                        | أبريل                       | مايو                        | يونيو                       | يوليو                       | أغسطس                       | سبتمبر                      | أكتوبر                      | نوفمبر                      | ديسمبر                      | المعدل السنوي               |
| ------------------------------------------ | --------------------------- | --------------------------- | --------------------------- | --------------------------- | --------------------------- | --------------------------- | --------------------------- | --------------------------- | --------------------------- | --------------------------- | --------------------------- | --------------------------- | --------------------------- |
| الدرجة القصوى °ف (°م)                      | 67 (19)                     | 75 (24)                     | 79 (26)                     | 88 (31)                     | 96 (36)                     | 103 (39)                    | 104 (40)                    | 103 (39)                    | 96 (36)                     | 90 (32)                     | 91 (33)                     | 70 (21)                     | 104 (40)                    |
| متوسط درجة الحرارة الكبرى °ف (°م)          | 44.8 (7.1)                  | 49.2 (9.6)                  | 56.8 (13.8)                 | 64.4 (18.0)                 | 74.4 (23.6)                 | 84.8 (29.3)                 | 91.9 (33.3)                 | 89.7 (32.1)                 | 80.8 (27.1)                 | 68.1 (20.1)                 | 53.8 (12.1)                 | 44.3 (6.8)                  | 66.9 (19.4)                 |
| متوسط درجة الحرارة الصغرى °ف (°م)          | 20.3 (−6.5)                 | 24.3 (−4.3)                 | 29.0 (−1.7)                 | 34.6 (1.4)                  | 43.2 (6.2)                  | 51.5 (10.8)                 | 57.5 (14.2)                 | 55.4 (13.0)                 | 48.1 (8.9)                  | 37.5 (3.1)                  | 26.5 (−3.1)                 | 19.4 (−7.0)                 | 37.3 (2.9)                  |
| أدنى درجة حرارة °ف (°م)                    | −15 (−26)                   | −9 (−23)                    | 4 (−16)                     | 9 (−13)                     | 19 (−7)                     | 27 (−3)                     | 40 (4)                      | 37 (3)                      | 24 (−4)                     | 13 (−11)                    | 4 (−16)                     | −13 (−25)                   | −15 (−26)                   |
| الهطول إنش (مم)                            | 0.49 (12)                   | 0.48 (12)                   | 0.57 (14)                   | 0.40 (10)                   | 0.53 (13)                   | 0.28 (7.1)                  | 0.47 (12)                   | 0.51 (13)                   | 0.33 (8.4)                  | 0.34 (8.6)                  | 0.44 (11)                   | 0.30 (7.6)                  | 5.14 (128.7)                |
| متوسط تساقط الثلوج إنش (سم)                | 4.4 (11)                    | 2.7 (6.9)                   | 3.0 (7.6)                   | 1.4 (3.6)                   | .5 (1.3)                    | 0 (0)                       | 0 (0)                       | 0 (0)                       | 0 (0)                       | .2 (0.51)                   | 2.2 (5.6)                   | 2.4 (6.1)                   | 16.8 (42.61)                |
| متوسط أيام هطول الأمطار (≥ 0.01 in)        | 4.1                         | 4.4                         | 4.3                         | 3.4                         | 3.4                         | 2.3                         | 3.1                         | 2.9                         | 2.7                         | 2.2                         | 2.5                         | 3.3                         | 38.6                        |
| متوسط الأيام المثلجة (≥ 0.1 in)            | 2.6                         | 2.4                         | 1.9                         | 1.2                         | .4                          | 0                           | 0                           | 0                           | .1                          | .3                          | 1.3                         | 2.1                         | 12.3                        |
| المصدر: NOAA (extremes 1954–present), WRCC |                             |                             |                             |                             |                             |                             |                             |                             |                             |                             |                             |                             |                             |

## أعلام
- هيو برادنر
- توماس غريدي
- ديل اندروز
- توماس جوزيف كونولي
- ويليام روبرت جونسون